# Nusa Manupui
Nusa Manupui ist eine indonesische Insel im Timorarchipel (Kleine Sundainseln). Sie gehört zum Regierungsbezirk (Kabupaten) Rote Ndao in der Provinz Ost-Nusa Tenggara.
Nusa Manupui liegt vor der Nordostküste der Insel Roti, südlich der Insel Usu. Nusa Manupui ist unbewohnt.